# 87式自動步槍
87式自动步枪（QBZ-87，QBZ为源自官方翻译的拼音「輕武器—步槍—自动」（Qīngwuqi Bùqiāng Zìdòng）的类别代码，照正常而言的拼音是「1987式自动步枪」（Zìdòng Bùqiāng, 1987），亦简称87式，以下简称为QBZ-87）是一款由中国北方工业集团公司所研制和生產的突击步枪，发射中國国产的5.8×42毫米（DBP-87式）口徑步枪子彈。

## 歷史
1970年代的中国人民解放军正研发一种新的小口径子弹，新的彈藥需要新的步枪来与之配合。
新弹药的研制由於被大大拖延；但又必須在1980年代初，确保有新武器能够服役于部队中。结果，这件新武器仍然是使用7.62×39毫米中间型威力步枪子彈的81式步枪，亦且一直到80年代尾才广泛装备，以取代56式自動步槍。
可是，由于担心新子弹枪支系统是否真的稳妥，所以必须以当时比较成熟的系统加上新子弹。1984年，第一批DBP87式步枪子彈终于可以准备量產。
1987年，有一些81式步枪被修改特别版本，就是使用这种新型小口径子弹，也就是87式自动步枪。这枝武器的主旨是把槍管口径，由原來的7.62毫米，转换成5.8毫米。但是這枝步枪只是生产於一段短暂的时间之内。
1988年，这个发射DBP87式步枪弹的系统的枪械就被命名为87式自动步枪（QBZ-87，设计师名为贤铎）。
87式步枪只是在一段极为短暂的时间内生产的型号，而现在已经完全停止生产；主要原因是因为开始设计和生产更具有竞争力的的95式步枪（QBZ-95）。
然而，87式作為中華人民共和國的第一种小口径步枪，為期後誕生的95式自动步枪及03式自動步槍等槍械提供了重要的基礎。

## 设计
从内部结构及自动原理上，87式自动步枪与原81式大致相同，即是同样采用轉拴式槍栓及短行程活塞气动式，不同点是在于由发射中间型威力枪弹改为发射小口径步枪弹。

### 外形
87式自动步枪作为第一个小口径化的尝试的同时，设计人员亦持续不断改善此步枪的人体工学設計，采用了一些特别的修改（例如改用新的材料），以便武器能更舒适和可靠。
研发人员按照解放军方面要求，对87式自动步枪的原型枪集中进行了外形改进设计；主要变化包括：
1. 折叠式枪托改为Ｌ字型
2. 鋁合金制造的撑杆
3. 将上下護木、手槍握把、下機匣等部件采用的工程塑料件
4. 可拆卸式弹匣为整体工程塑料结构

最初，此槍被指定为现代化的版本，但由于不是87A式的早期版本，因此需要重新取得注册为87式。

### 材料
87式為中華人民共和國首次在自动步枪上大量使用工程塑料材料的步枪，也由此邁出了採用工程塑料制可拆卸式彈匣的新步子。
與金属和木製造材料相比，工程塑料不僅具有强度高、韌性好和抗腐蚀、抗紫外綫老化、耐热性等诸多优点，而且制作工艺简单，加工成本低廉，便于大量生产。
同时，使用工程塑料解决了81式的护木及枪托需要选用高硬度的木材制作，但加工工序繁杂、木材浪费惊人，总利用率低下的问题，质量减轻亦有利于增加機動性。
87式的钢制件外表面處理，由傳統发蓝氧化工艺開始，改為黑色磷化處理技術，改進全槍外貌、增強耐久性、提高抗生銹及腐蚀（尤其是海洋等环境的盐腐蚀）、減輕全槍质量，以及加強抗脫色能力，以減少在夜間行動時會被發現的機會。
为了适应发射小口径步枪子彈的要求，中國官方指出必须要修改部份机械零件的长度和尺寸，例如把枪管改为精锻钢管，大幅度提高了枪管承受高压冲击的能力；并且以精密数控机床加工关键的机件，由此而保证了加工工艺的质量，以及之后的使用。

### 彈藥
87式和95式、03式一樣，使用的枪弹为中国研制的5.8×42毫米（DBP87式枪弹）。
在测试中显示，新设计的子弹有着比7.62×39毫米更高的优越性。

### 附件
87式自动步枪的枪管上具有固定式榴弹发射具，可以用以发射中国制DQJ03式、DQP-1式和DQD-1式40毫米枪榴弹。
此外，87式配备了多功能刺刀，首创中国制步枪使用多功能刺刀的先河。

## 衍生型

### 87式（QBZ-87）
把81式发射的子弹改为中国研制的DBP87式枪弹小口径步枪子弹的版本。

### 87A式（QBZ-87A）
改进型，合并的第一个版本，曾经小批量生产。
在推出时的设计是：新型气体导管，覆盖槍管的護木和手槍握把，和使用中国製的30 發塑料可拆卸式彈匣。

### 03式（QBZ-03）
以87式作为基础，加以改進的现代化版本，結構為短行程活塞式，设计类似于比利时制造的FN FNC，于2003年推出。
有新型设计及其5.56×45毫米北约口徑的出口型。

## 使用者
目前87式自动步枪僅被中國大陸境内的中国人民解放军特种部队少量地採用。
- 中华人民共和国

## 外部連結
- （英文）—Modern Firearms—Type 03 / QBZ-03 assault rifle（页面存档备份，存于）
- （英文）—Security Arms—Norinco T-87（页面存档备份，存于）
- （英文）—Sinodefence.com.—Type 87 Assault Rifle
- （英文）—Chinese Infantry Heavy Weapon & Small Arms | China Defense Mashup
- （日語）—日本周辺国の軍事兵器（页面存档备份，存于）
- （简体中文）—D Boy Gun World（槍炮世界）—87式自动步枪（页面存档备份，存于）
  - 87A式自动步枪（页面存档备份，存于）
- （简体中文）—从“中正”到03:中国步枪发展历程回溯
- （简体中文）—万花镜—装备极少的小口径精品：87突击步枪口碑好，但最终未量产